# Pygopleurus kareli
Pygopleurus kareli is een keversoort uit de familie Glaphyridae. De wetenschappelijke naam van de soort is voor het eerst geldig gepubliceerd in 1962 door Petrovitz.